# The Waist
The Waist (englisch für Die Taille) ist ein schmaler Gebirgspass im nördlichen Grahamland auf der Antarktischen Halbinsel. Er verbindet das Herbert-Plateau mit dem Foster-Plateau.
Luftaufnahmen der Falkland Islands and Dependencies Aerial Survey Expedition aus den Jahren von 1956 bis 1957 dienten seiner Kartierung. Das UK Antarctic Place-Names Committee benannte ihn 1960 deskriptiv.